# Carl Herz (Mathematiker)

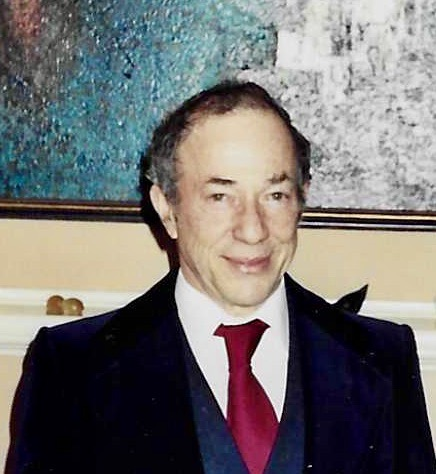
Carl Herz (1990)

Carl Samuel Herz (* 10. April 1930 in Rockville Centre, Long Island; † 1. Mai 1995) war ein kanadisch-US-amerikanischer Mathematiker.

## Leben
Herz studierte an der Cornell University mit dem Bachelor-Abschluss 1950 und wurde 1953 bei Salomon Bochner an der Princeton University promoviert (Bessel Functions of Matrix Argument). 1953 wurde er Instructor, 1955 Assistant Professor, 1958 Associate Professor und 1963 Professor an der Cornell University. Dort war er führend in den Anti-Vietnam-Kriegs-Demonstrationen und weigerte sich, Einkommensteuer zu zahlen, solange der Krieg dauerte. Andererseits war er ein Gegner der Absenkung von Zulassungsstandards für Studenten aus Minoritäten. Aus diesem Grund verließ er 1969 die Cornell University. 1969/70 war er an der Brandeis University und ab 1970 Professor an der McGill University. 1981 wurde er kanadischer Staatsbürger.
Er befasste sich mit harmonischer Analysis und der Theorie der Lie-Gruppen. In den 1990er Jahren klassifizierte er alle treuen Darstellungen von Lie-Gruppen durch Kontakttransformationen von kompakten Mannigfaltigkeiten.
1985 erhielt er den Jeffery-Williams-Preis. Er war Fellow der Royal Society of Canada (1978) und 1987 bis 1989 Präsident der Canadian Mathematical Society. 1962/63 war er als Sloan Research Fellow an der Universität Paris-Süd in Orsay und war danach dort noch häufiger Gastwissenschaftler. 1957/58 und 1976/77 war er am Institute for Advanced Study. 1970 war er am Mittag-Leffler-Institut.

## Schriften
- Bessel functions of matrix argument, Annals of Mathematics, Band 61, 1955, S. 474–523
- Spectral synthesis for the Cantor set, Proc. Nat. Acad. Sci. USA, Band 42, 1956, S. 42–43
- Spectral Synthesis for the Circle, Annals of Mathematics, Band 68, 1958, S. 709–712
- The spectral theory of bounded functions, Trans. Amer. Math. Soc., Band 94, 1960, S. 181–232
- Fourier transforms related to convex sets, Annals of Mathematics, Band 75, 1962, S. 81–92
- Sur le phenomene de Kunze-Stein, Compte Rendu Acad. Sci., Band 271 A, 1970, S. 491–493
- Bounded mean oscillation and regulated martingales, Trans. AMS, Band 193, 1974, S. 199–214
- {\displaystyle H_{p}} spaces of martingales, 0<p<1, Zeitschrift für  Wahrscheinlichkeitstheorie, Band 28, 1974, S. 189–204
- Generalisations de la notion des classes {\displaystyle H_{p}} de Hardy, in: Theorie du Potentiel et Analyse Harmonique, Straßburg 1973, Lecture Notes in Mathematics 404, S. 138–148
- Representations of Lie groups by contact transformations, 2 Teile, Canadian Math. Bulletin, Band 33, 1990, S. 369–375, Canadian J. Math., Band 45, 1993, S. 778–802